# Бурлеска о Грку
Бурлеска о Грку је југословенски телевизијски филм из 1968. године. Режирао га је Славољуб Стефановић Раваси, а сценарио је писао Андреј Хинг.

## Улоге
| Глумац                  | Улога    |
| ----------------------- | -------- |
| Маја Димитријевић       |          |
| Мила Гец                | Служавка |
| Весна Крајина           | Инес     |
| Предраг Лаковић         |          |
| Божидар Павићевић Лонга |          |
| Зоран Радмиловић        |          |
| Љуба Тадић              |          |
| Михајло Викторовић      |          |